# エドゥアルト・フォン・カレー

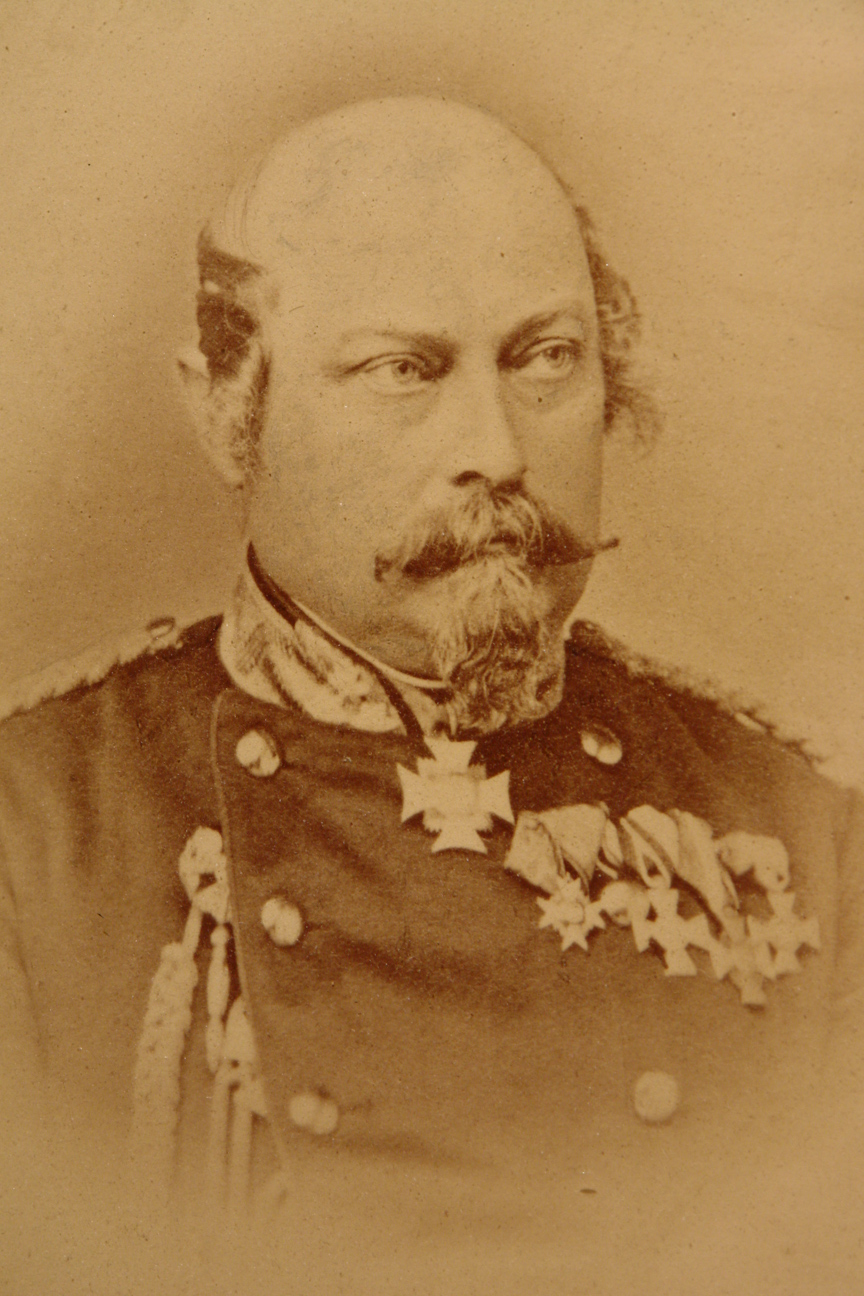
エドゥアルト・フォン・カレー

エドゥアルト・フォン・カレー（Eduard von Kallee, 1818年2月26日 ルートヴィヒスブルク - 1888年6月15日 シュトゥットガルト）は、ドイツ・ヴュルテンベルク王国の軍人、考古学者。最終階級は陸軍少将。

## 生涯
1842年よりヴュルテンベルク軍参謀本部付きの副官となり、1852年に中尉に昇進。ヴュルテンベルク王冠勲章騎士級勲章を受け、ヴュルテンベルクの一代貴族（Personaladel）にも叙せられた。この他、プロイセン王国の赤鷲勲章4等勲章、バーデン大公国のツェーリンゲン獅子勲章騎士級勲章、ヘッセン大公国功労勲章騎士級勲章、ヴュルテンベルクのフリードリヒ勲章司令官級勲章を受章している。
1854年12月18日にマルヴィーネ・マイアー（Malwine Majer）と結婚し、間に息子リヒャルト・カレー（1854年 - 1933年）をもうけた。リヒャルトはシュトゥットガルト市フォイアーバッハ地区の主任牧師となり、郷土史家として知られた。
1860年、国王ヴィルヘルム1世の異例の寵遇により大佐に昇進するが、これは国王がカレーを自分の庶子だと見なしていたためだった。歴史家ハンスマルティン・デッカー＝ハオフ（Hansmartin Decker-Hauff）はカレーについて、「カレー将軍は確かに有能で世慣れた人物ではあったが、国王の贔屓を受けているのは明白だった。将軍は王の認知を受けたも同然の扱いを受けていたが、王も王太子も正式な認知についてはほとんど検討しなかった。容貌は国王の若い頃に生き写しで、自然科学に関する興味と才能を併せ持っていた」とする。
カレーの母ユリアーナ・シュースラー（Juliana Eleonora Schüßler, 1839年没）は王室に侍従として仕えるクリスティアン・ヴァーグナー（Christian Wagner）との最初の結婚生活の後、シャーロット王太后に仕える庭師ゴットリープ・カレー（Gottlieb Kallee）を2番目の夫とした。ヴィルヘルム1世は幼いカレーを呼んで彼の「肩を掴んだうえで、彼を（画家ではなく）士官にさせることを決めた」と伝わるが、この逸話も寵遇の表れと言える。「王は気軽に他人の身体に触るようなことはしない人で、王子でさえたまに褒められた時に握手を許されるだけだった」という話からもカレーに対する特別扱いがよく判る。

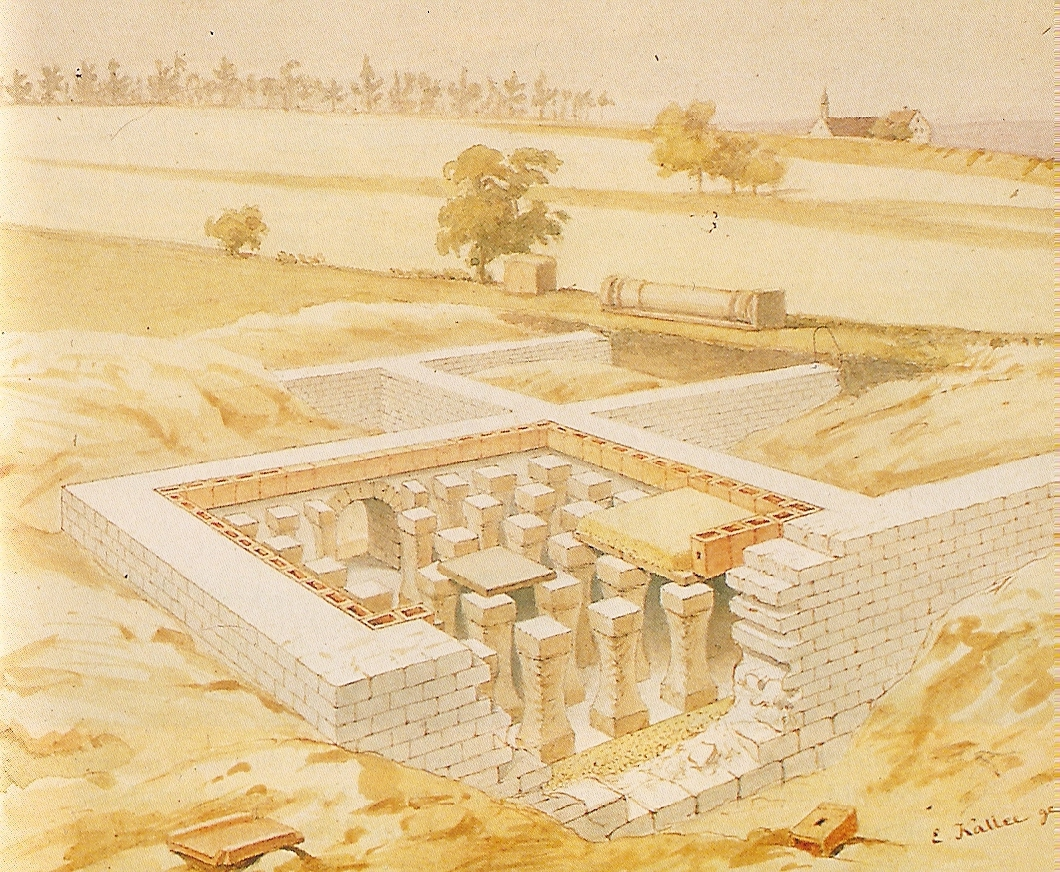
ロッテンブルク・アム・ネッカーで発掘された、ローマ時代の公共浴場の暖房装置（ハイポコースト）。カレー本人の水彩スケッチ、1884年秋。

カレーはやがて少将に出世し、普墺戦争中の1866年には気が進まないながらタウバービショフスハイムの戦いに司令官として従軍した。この戦いではプロイセン側が勝利したにもかかわらず、ヴュルテンベルク軍はカレーの優れた砲撃指揮能力のおかげで敵軍を押し戻せたことで彼に感謝した。カレーのこの戦いでの参謀本部長としての働きは「悪くはなかった」ものの、結局は作戦における複数の欠点が指摘されたことから、カレーは参謀本部長の地位を解任された。
1869年以降、カレーは趣味である文学、芸術、考古学の研究に専念するようになり、特に古代ローマ時代の上ゲルマーニア・ラエティアのリーメスの調査に情熱を注いだ。ケンゲン、ベニンゲン、シーレンホーフ、ウンターベビンゲンなどの砦の初期の発掘者だった。彼は発掘する場所を、全て軍事戦略上の観点と結びつけながら選択した。カレーはダルキンゲン・リメス門を一種の前哨地点と解釈し、また地元のロッテンブルク・アム・ネッカーが古代ローマ時代から続く都市だという説を提唱して、大きな称賛を得た。
20世紀初頭、テュービンゲン市の郊外の丘陵地がカレーに因んで「カレー丘陵（Kalleehöhe）」と名付けられた。20世紀半ば、この丘陵に接する位置に同市の丘陵墓地が作られている。カレー丘陵は文化的景観地に指定されている自然公園であり、野生果樹園を備え、一部は塀で囲まれている。

## 水彩画
カレーはビーダーマイヤー様式の著名なアマチュア画家であり、多くのスケッチ画や水彩画を残した。

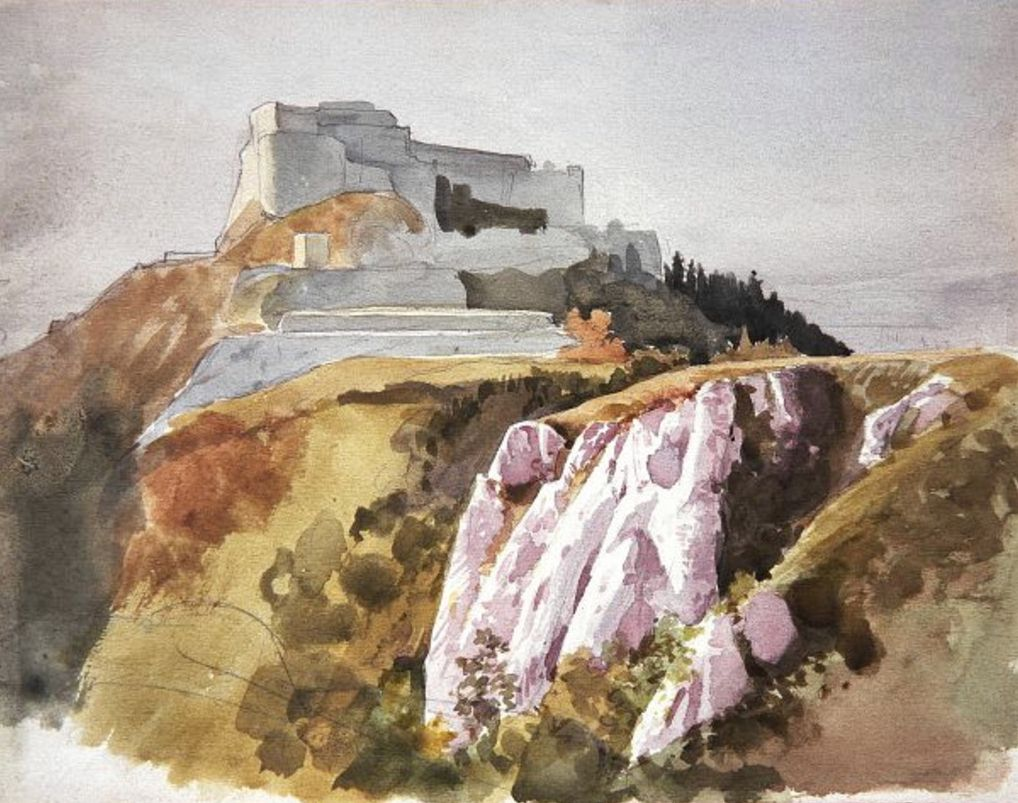
ホーエンノイフェン城址、1870年頃
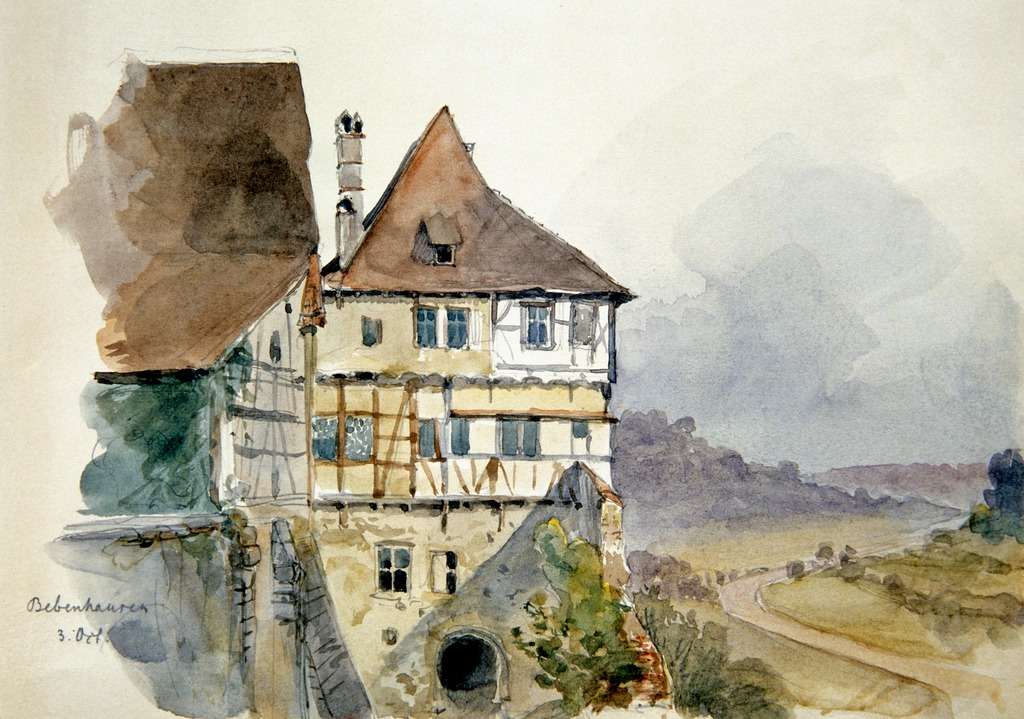
ベーベンハウゼン修道院、1854年
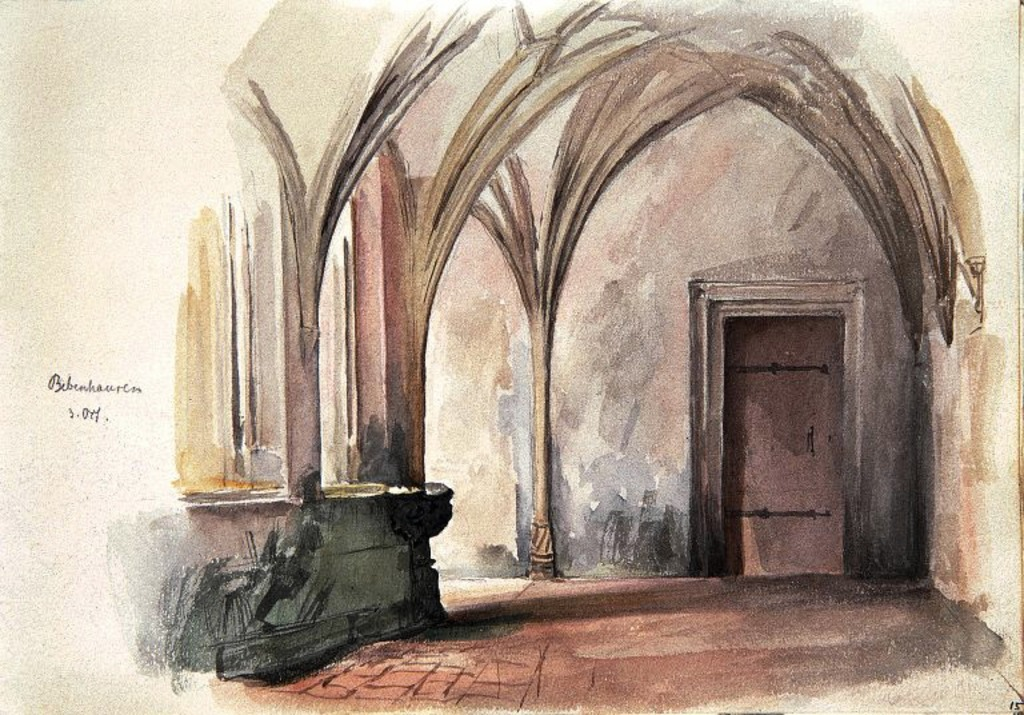
ベーベンハウゼン修道院の回廊、1854年
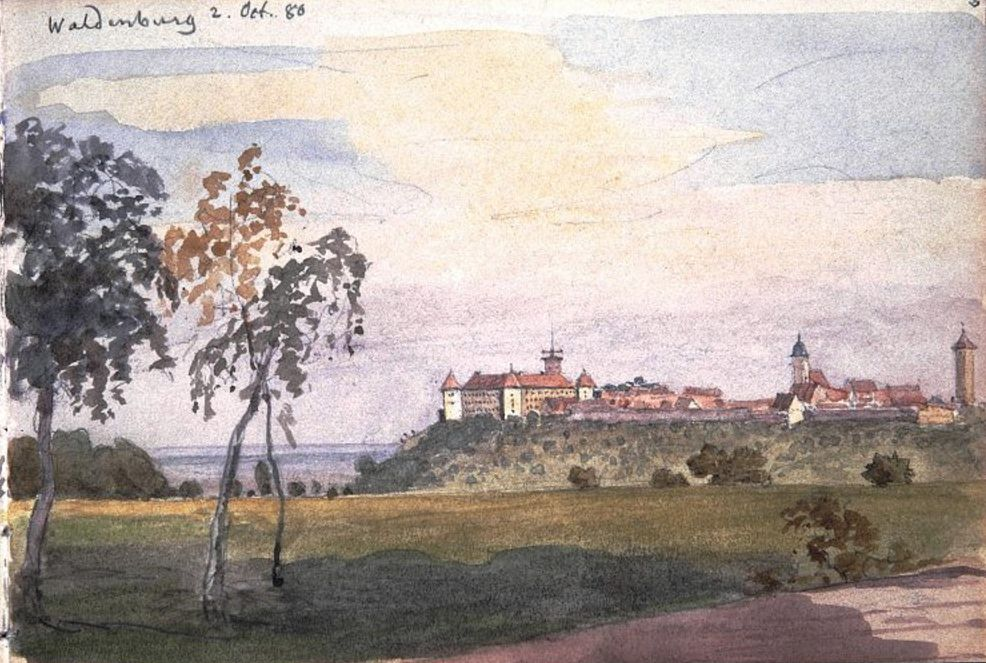
ヴァルデンブルク市、1880年
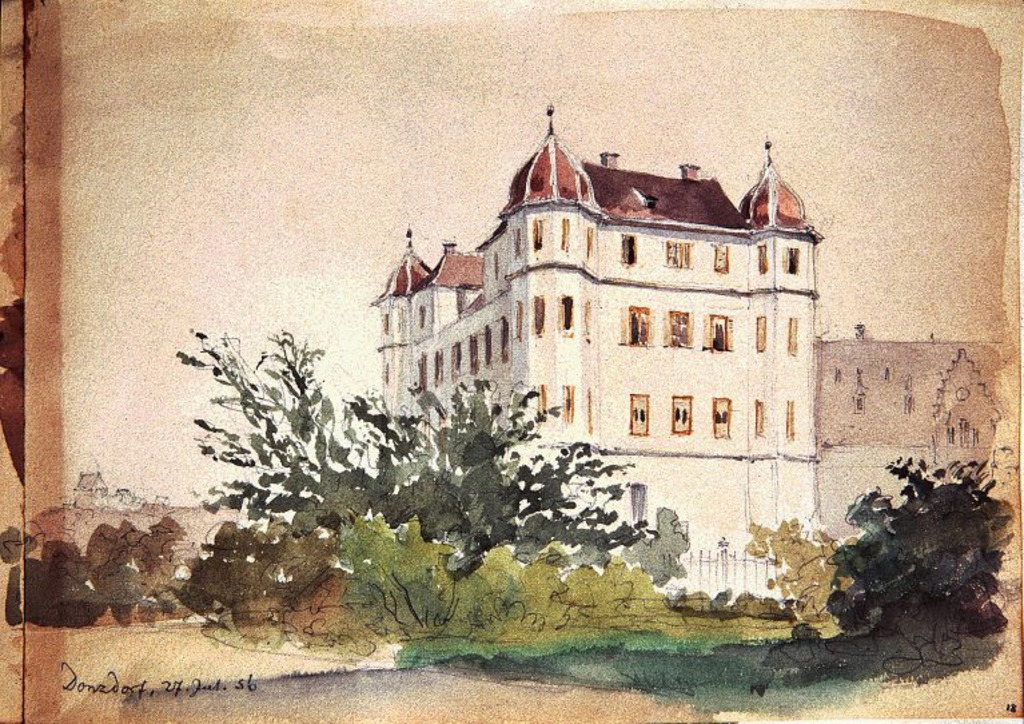
ドンツドルフの城館、1856年
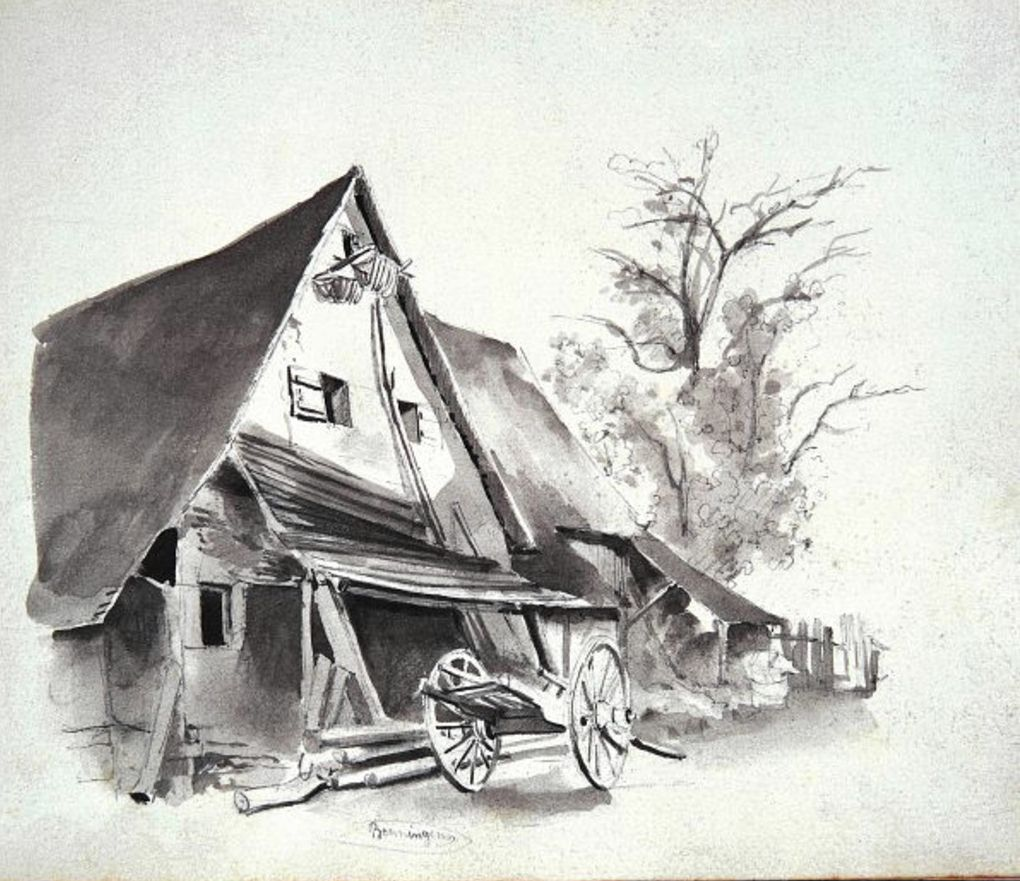
ベニンゲン・アム・ネッカーの古民家、1838年
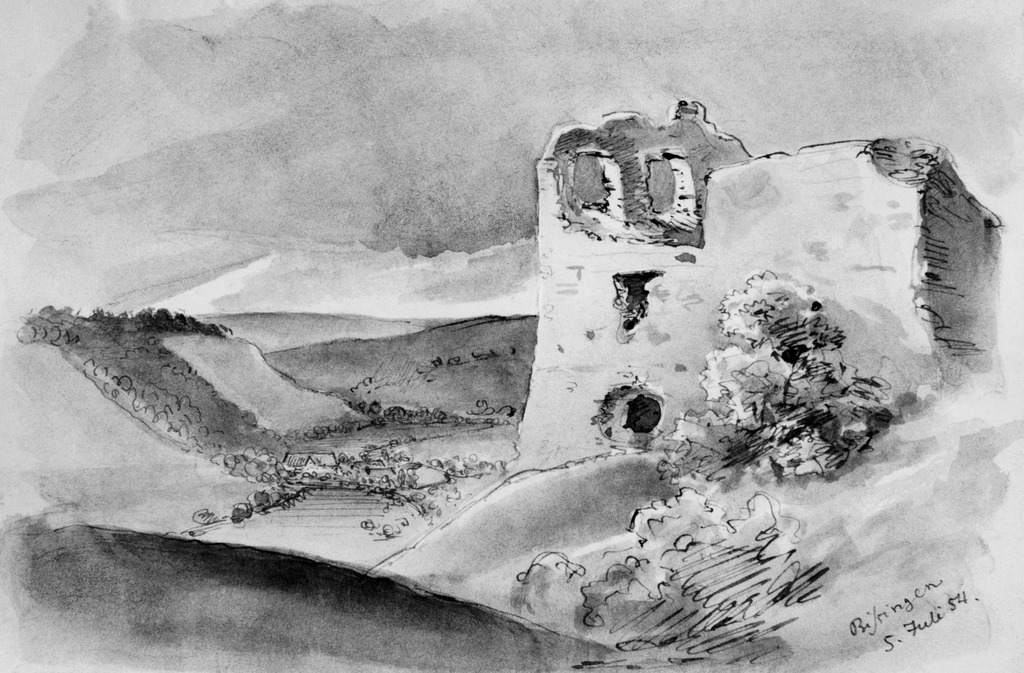
ベニンゲン郊外のラウバー城址、1854年
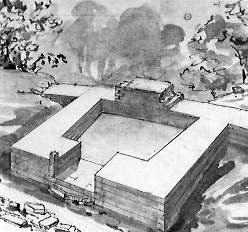
ケンゲン砦の角櫓の遺構、1885年
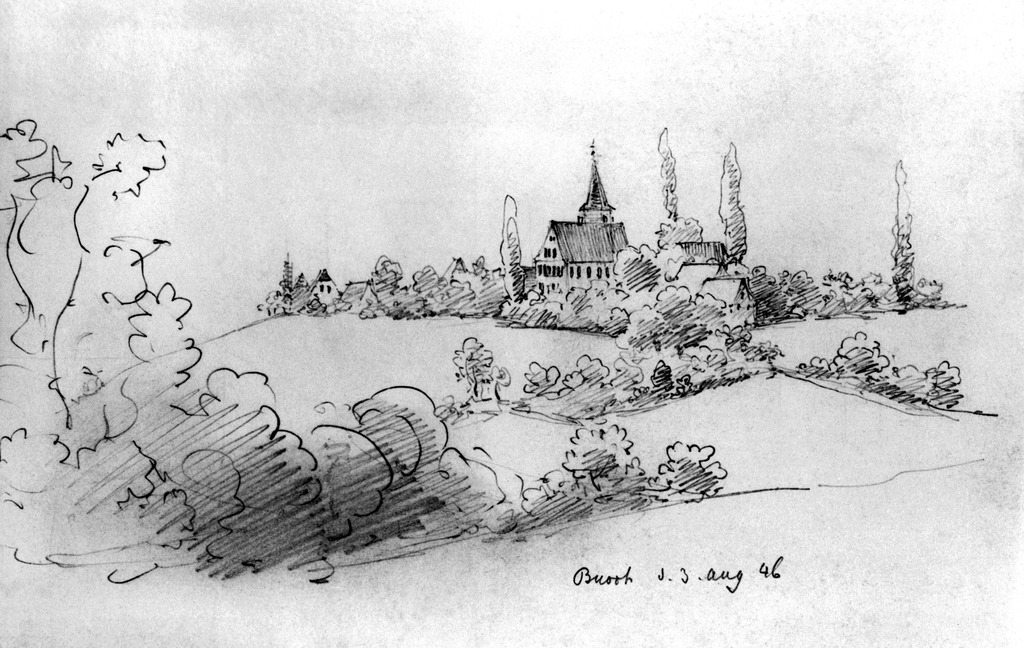
ブオホ（Buoch）、1846年
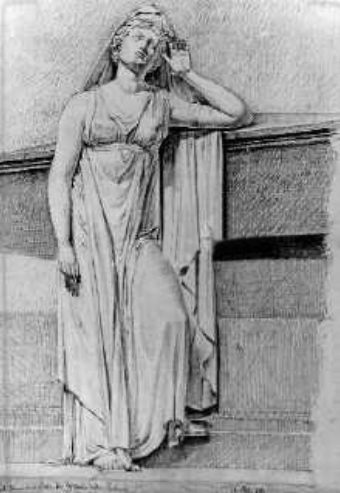
カール・フォン・ツェッペリン伯爵の墓碑、1838年